# 小眼鋸塘鱧
粗吻锯塘鳢（学名：Prionobutis microps）为鰕虎鱼目鰕虎鱼亚目塘鱧科锯塘鳢属下的一个种。小眼鋸塘鱧主要分佈於巴布亞新幾內亞、該物種於1907年首次被描述。

## 扩展阅读
- 維基物種上的相關：锯塘鱧属
- WoRMS数据：http://www.marinespecies.org/aphia.php?p=taxdetails&id=277606 （页面存档备份，存于）